# Marian Rudolf Kosík
Rmus.D. Marian Rudolf Kosík OPraem. (* 28. prosince 1951, Šaratice) je moravský římskokatolický duchovní. Od roku 1999 je opatem premonstrátského kláštera v Nové Říši.

## Životopis

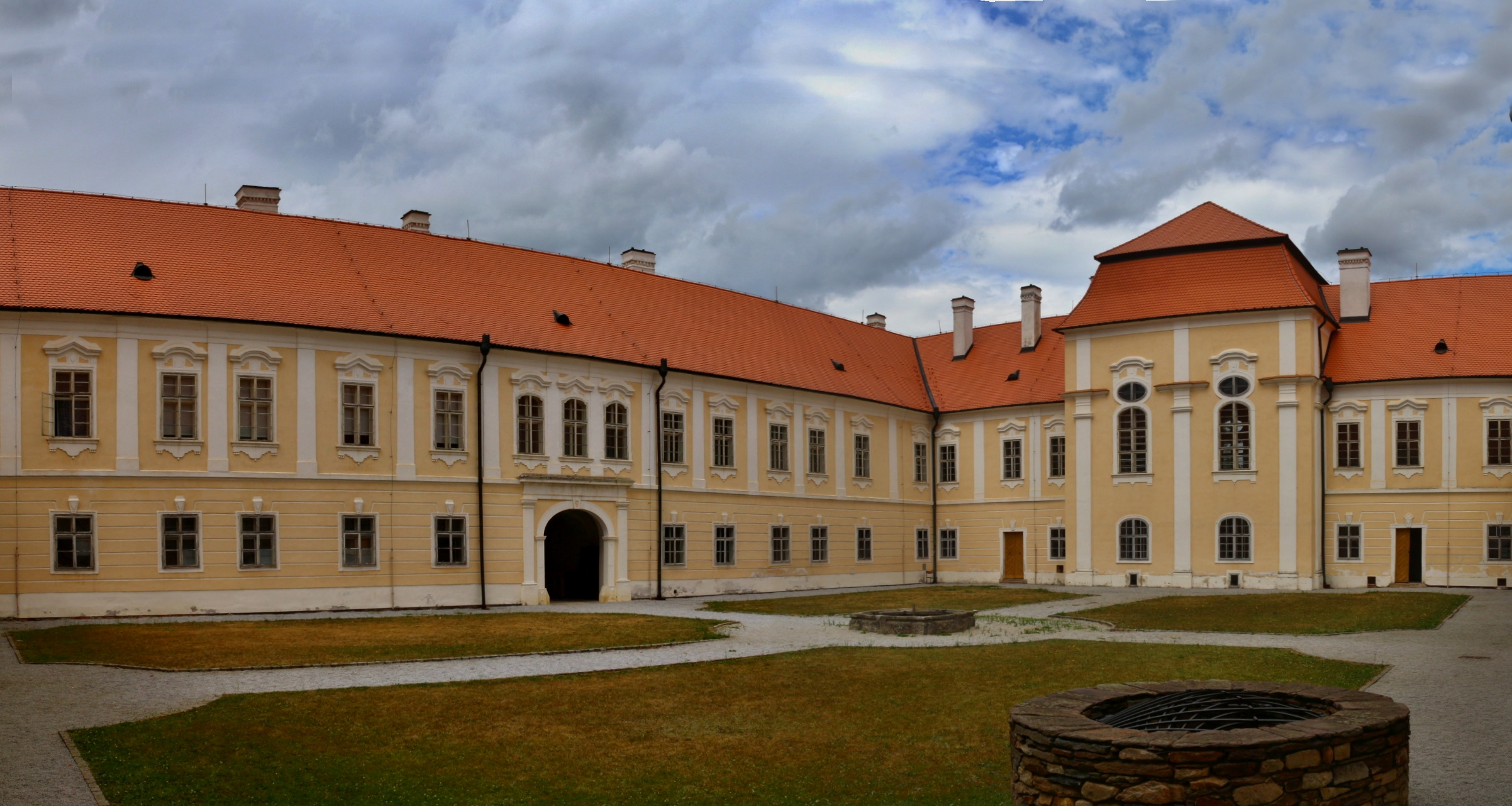
Dvůr novoříšského kláštera

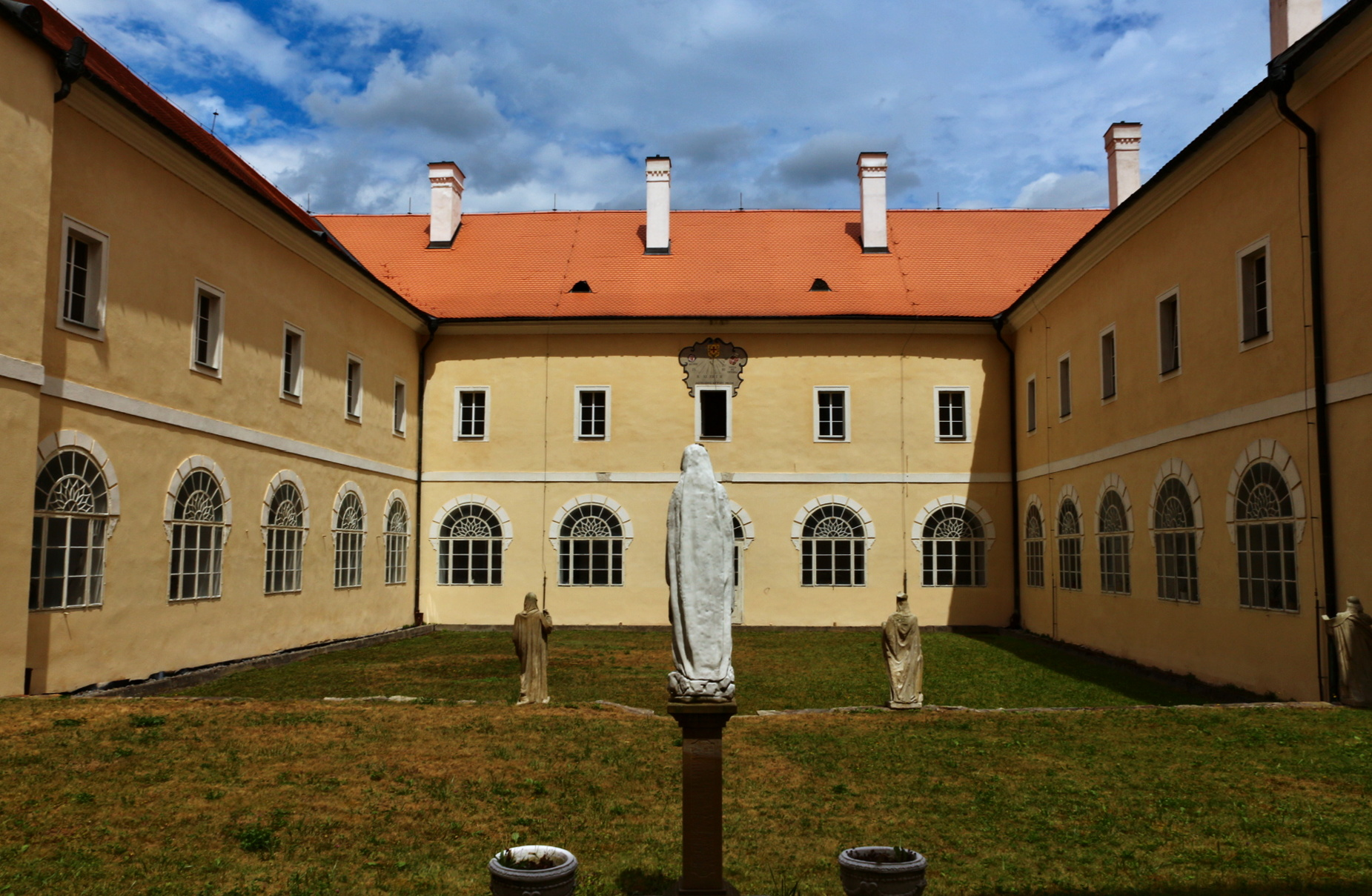
Dvůr novoříšského kláštera

Pochází ze Šaratic u Brna. Studoval v kněžském semináři v Litoměřicích. Na kněze byl vysvěcen 26. června 1983 v Brně.
Jako duchovní působil v Žarošicích u Brna a pak tak v letech 1996-2000 v Brně-Židenicích. Když roku 1996 zemřel novoříšský opat Augustin Machalka, byl o tři roky později zvolen za jeho nástupce.
Jako opat se snaží o kompletní duchovní i fyzickou obnovu této nejmenší premonstrátské kanonie. Z jeho iniciativy byl například velmi výrazně opraven klášterní komplex v Nové Říši a s ním také klášterní kostel sv. Petra a Pavla.
Opat Kosík je častým hostem na církevních slavnostech v bývalých premonstrátských farnostech jako Brno-Židenice nebo Křtiny, ale také na mnoha dalších mariánských poutních místech zejména ve Sloupě, Žarošicích nebo Hlubokých Mašůvkách.

## Postoje a stanoviska
V roce 2012 signoval spolu s dalšími duchovními petici Kněží podporují rodiče, kterou bylo přispěno k iniciativě katolických rodičů a VORP proti formě a způsobu zavedení sexuální výchovy ve škole, kterou prosadila úřednická vláda rok předtím.

## Literární dílo
- KOSÍK, Marian, Rudolf. Papežská korunovace Staré Matky Boží Žarošské, Divotvůrkyně Moravy. Brno: Kartuziánské nakladatelství, 1999.
- KOSÍK, Marian, Rudolf. Poutě k Staré Matce Boží Žarošské, Divotvůrkyni Moravy. Brno: Petr Sypták, 2018.
- KOSÍK, Marian, Rudolf. Osm století: Zábrdovice, Křtiny, Nová Říše. Brno: Kartuziánské nakladatelství, 2009.
- KOSÍK, Marian, Rudolf. Stříbrné kněžství. Věstník Historicko-vlastivědného kroužku v Žarošicích, 2009, č. 18, s. 9-10.
- KOSÍK, Marian Rudolf. Být připraven ke každému dobrému dílu: jaká je premonstrátská spiritualita?. Katolický týdeník, 2001, roč. 12, č. 7, s. 3.
- KOSÍK, Marian Rudolf. Náboženské pamětihodnosti kolem kostela a na území Žarošic. Věstník Historicko-vlastivědného kroužku v Žarošicích, Žarošice, 1999, č. 8, s. 23-26.
- KOSÍK, Rudolf. Žarošice. Malovaný kraj, 1996, roč. 32, č. 1, s. 8-9. .